# Consell
Consell är en kommun i Spanien. Den ligger i den autonoma regionen Balearerna i östra delen av landet. Antalet invånare är 4 399 (2024). Consell ligger på ön Mallorca.